# Socialist Party of Canada (WSM)
Die Socialist Party of Canada (SPC) ist eine sozialistische Partei in Kanada, die im Juni 1931 in Winnipeg, Manitoba von mehreren ehemaligen Mitgliedern der ursprünglichen Socialist Party of Canada (1904–1925) gegründet wurde. Sie gehört dem World Socialist Movement an.

## Wahlen
Unterhauswahlen
| Jahr               | Kandidaten | Stimmen | Ergebnis in Prozent |
| ------------------ | ---------- | ------- | ------------------- |
| Unterhauswahl 1935 | 1          | 251     | 0,01 %              |
| Unterhauswahl 1958 | 2          | 1.113   | 0,02 %              |

Nachwahl
| Jahr         | Kandidaten  | Stimmen | Ergebnis in Prozent |
| ------------ | ----------- | ------- | ------------------- |
| 29. Mai 1961 | Don Poirier | 131     | 0,47 %              |

## Veröffentlichungen
- 1944: Manifesto of the Socialist Party of Canada (OCLC 855441845)
- 1945: The Meaning of Social Revolution
- 1948: The Russian Revolution: Its Origins and Outcome (OCLC 1019315433)
- 1973: The World of Abundance
- 1984: Economics Exposed